# Andy Timmons
Andy Timmons (26 de Julho de 1963) é um guitarrista estadunidense. Começou sua carreira na banda de hard rock Danger Danger, e atualmente, em carreira solo, é considerado um dos melhores guitarristas da atualidade. Integrou também bandas como Pawn Kings e Andy Timmons Band (ATB).
Ao longo do seu percurso a solo, fez várias gravações junto a Paula Abdul e Paul Stanley, e alguns jingles publicitários. Tocou ao vivo juntamente com Steve Vai e Joe Satriani, este último já convidado regular dos seus espectáculos em Dallas. Seu disco solo de 2022 Electric Truth foi eleito como o 6º melhor álbum de guitarra de 2022 por leitores da Guitar World.

## Discografia

### Danger Danger
- 1989 - Danger Danger
- 1990 - Down And Dirty Live
- 1991 - Screw It!
- 1998 - Four the Hard Way
- 2000 - The Return of the Great Gildersleeves
- 2001 - Cockroach
- 2003 - Rare Cuts

### Solo
- Ear X-Tacy (1994)
- I Still Have the Best Name Ever (1995)
- Ear X-Tacy 2 (1997)
- Orange Swirl (1998)
- The Spoken and the Unspoken (1999)
- An Acoustic Christmas (2000)
- And-Thology 1 & 2 (2000)
- That Was Then, This Is Now (2002)
- Bossa Hits[3] (com Sydnei Carvalho) (2017)

#### Andy Timmons Band
- Resolution (2006)
- Andy Timmons Band Plays Sgt. Pepper (2011)
- Theme From A Perfect World (2016)

### Simon Phillips
- Another Lifetime (1997)
- Out of the Blue (Live, 1999)

### Kip Winger
- This Conversation Seems Like a Dream (1996)
- Songs From The Ocean Floor (2000)

### Participação em outros CDs
- Intuition - CD de Alex Martinho & Sydnei Carvalho - Músicas "The Greatest Battle" e "Under The Sea" (2006)[4]